# U-569 (tàu ngầm Đức)
U-569 là một tàu ngầm tấn công  Lớp Type VII thuộc phân lớp Type VIIC được Hải quân Đức Quốc Xã chế tạo trong Chiến tranh Thế giới thứ hai. Nhập biên chế năm 1941, nó đã thực hiện được chín chuyến tuần tra, đánh chìm một tàu buôn tải trọng 984 GRT và gây hư hại cho một tàu buôn khác tải trọng 4.458 GRT. Trong chuyến tuần tra cuối cùng, U-569 bị các  máy bay ném bom-ngư lôi TBF Avenger xuất phát từ tàu sân bay hộ tống Hoa Kỳ USS Bogue đánh chìm trong Đại Tây Dương vào ngày 22 tháng 5, 1943.

## Thiết kế và chế tạo

### Thiết kế

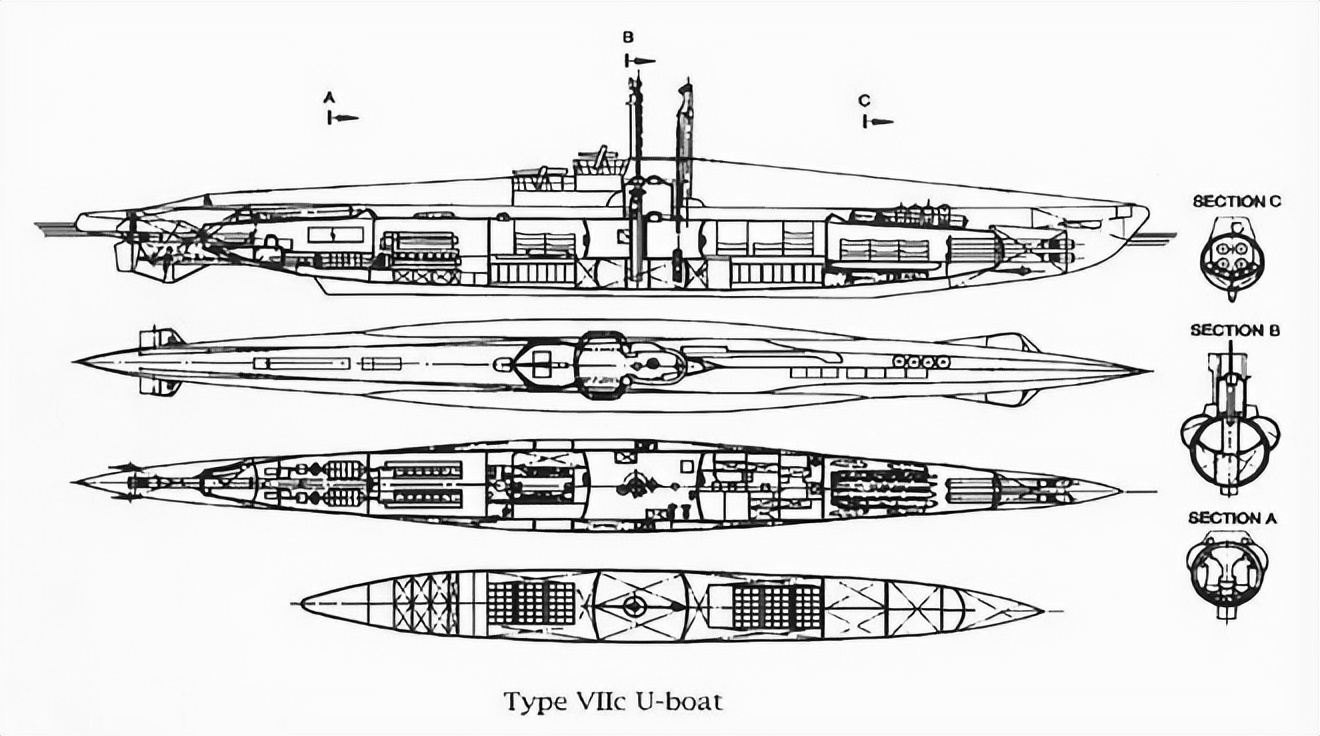
Sơ đồ các mặt cắt một tàu ngầm Type VIIC

Phân lớp VIIC của Tàu ngầm Type VII là một phiên bản VIIB được kéo dài thêm. Chúng có trọng lượng choán nước 769 t (757 tấn Anh) khi nổi và 871 t (857 tấn Anh) khi lặn). Con tàu có chiều dài chung 67,10 m (220 ft 2 in), lớp vỏ trong chịu áp lực dài 50,50 m (165 ft 8 in), mạn tàu rộng 6,20 m (20 ft 4 in), chiều cao 9,60 m (31 ft 6 in) và mớn nước 4,74 m (15 ft 7 in).
Chúng trang bị hai động cơ diesel Germaniawerft F46 siêu tăng áp 6-xy lanh 4 thì, tổng công suất 2.800–3.200 PS (2.100–2.400 kW; 2.800–3.200 bhp), dẫn động hai trục chân vịt đường kính 1,23 m (4,0 ft), cho phép đạt tốc độ tối đa 17,7 kn (32,8 km/h), và tầm hoạt động tối đa 8.500 nmi (15.700 km) khi đi tốc độ đường trường 10 kn (19 km/h). Khi đi ngầm dưới nước, chúng sử dụng hai động cơ/máy phát điện Garbe, Lahmeyer & Co. RP 137/c  tổng công suất 750 PS (550 kW; 740 shp). Tốc độ tối đa khi lặn là 7,6 kn (14,1 km/h), và tầm hoạt động 80 nmi (150 km) ở tốc độ 4 kn (7,4 km/h). Con tàu có khả năng lặn sâu đến 230 m (750 ft).
Vũ khí trang bị có năm ống phóng ngư lôi 53,3 cm (21 in), bao gồm bốn ống trước mũi và một ống phía đuôi, và mang theo tổng cộng 14 quả ngư lôi, hoặc tối đa 22 quả thủy lôi TMA, hoặc 33 quả TMB. Tàu ngầm Type VIIC bố trí một hải pháo 8,8 cm SK C/35 cùng một pháo phòng không 2 cm (0,79 in) trên boong tàu. Thủy thủ đoàn bao gồm 4 sĩ quan và 40-56 thủy thủ.

### Chế tạo
U-569 được đặt hàng vào ngày 24 tháng 10, 1939, và được đặt lườn tại xưởng tàu của hãng Blohm & Voss ở Hamburg vào ngày 21 tháng 5, 1940. Nó được hạ thủy vào ngày 20 tháng 3, 1941, và nhập biên chế cùng Hải quân Đức Quốc Xã vào ngày 8 tháng 5, 1941 dưới quyền chỉ huy của Hạm trưởng, Đại úy Hải quân Hans-Peter Hinsch.

## Lịch sử hoạt động
Sau khi hoàn tất việc huấn luyện trong thành phần Chi hạm đội U-boat 3, U-569 tiếp tục hoạt động trên tuyến đầu cùng đơn vị này cho đến khi bị mất.

### 1941

#### Chuyến tuần tra thứ nhất
U-569 khởi hành từ cảng Trondheim Na Uy vào ngày 11 tháng 8 cho chuyến tuần tra đầu tiên trong chiến tranh. Nó đã băng qua khe GI-UK giữa Iceland và quần đảo Faroe để vòng qua quần đảo Anh và hoạt động tại vùng biển Bắc Đại Tây Dương về phía Đông Nam Greenland. Con tàu đi đến cảng  St. Nazaire bên bờ Đại Tây Dương của Pháp đã bị Đức chiếm đóng, đến nơi vào ngày 21 tháng 9.

#### Chuyến tuần tra thứ hai
U-569 xuất phát từ St. Nazaire vào ngày 12 tháng 10 cho chuyến tuần tra thứ hai để hoạt động trong vùng biển Bắc Đại Tây Dương về phía Đông Bắc Newfoundland, Canada. Nó không đánh chìm được mục tiêu nào, và quay trở về St. Nazaire vào ngày 12 tháng 11.

#### Chuyến tuần tra thứ ba
U-569 lại khởi hành từ St. Nazaire vào ngày 10 tháng 12 cho chuyến tuần tra thứ ba, và hướng xuống phía Nam để tìm cách vượt qua eo biển Gibraltar; U-569 cùng bốn tàu U-boat khác đã được lệnh chuyển sang hoạt động trong khu vực Địa Trung Hải. Tuy nhiên vào ngày 16 tháng 12, nó bị một máy bay ném bom-ngư lôi Fairey Swordfish tấn công ở vị trí về phía Tây Gibraltar, và bị hư hại đến mức buộc phải quay trở về căn cứ, đi đến St. Nazaire vào ngày 23 tháng 12.

### 1942

#### Chuyến tuần tra thứ tư
tư, U-569 hướng lên phía Bắc để hoạt động trong Bắc Đại Tây Dương về phía Tây Bắc Scotland. Tại đây vào ngày 8 tháng 3, nó đã phóng ngư lôi đánh chìm chiếc tàu buôn Anh Hengist 984 GRT ở vị trí về phía Tây Bắc mũi Wrath, Scotland. Chiếc tàu ngầm kết thúc chuyến tuần tra, và đi đến cảng La Pallice tại La Rochelle cùng bên bờ Đại Tây Dương của Pháp, đến nơi vào ngày 2 tháng 4. La Pallice trở thành căn cứ hoạt động chính của chiếc tàu ngầm cho đến khi nó bị mất.

#### Chuyến tuần tra thứ năm
Chuyến tuần tra tiếp theo của U-569, cùng xuất phát và kết thúc tại La Pallice, diễn ra từ ngày 4 tháng 5 đến ngày 28 tháng 6. Nó quay trở lại hoạt động trong vùng biển Bắc Đại Tây Dương về phía Đông Bắc Newfoundland. Tại đây vào ngày 11 tháng 6, nó phóng ngư lôi tấn công và gây hư hại cho chiếc tàu buôn Anh Pontypridd 4.458 GRT, vốn bị tụt lại phía sau Đoàn tàu ONS-100; Pontypridd sau đó bị tàu ngầm U-94 kết liễu ở vị trí về phía Tây Bắc St. John's, Newfoundland và Labrador.

#### Chuyến tuần tra thứ sáu và thứ bảy
U-569 xuất phát từ La Pallice vào ngày 4 tháng 8 cho chuyến tuần tra thứ sáu để hoạt động tại khu vực giữa Bắc Đại Tây Dương. Vào ngày 25 tháng 8, nó bị tàu corvette Anh HMS Potentilla (với thủy thủ đoàn người Na Uy) trong thành phần hộ tống cho Đoàn tàu ONS-122 phát hiện qua radar. Potentilla tiếp cận và tìm cách húc chiếc tàu ngầm, nhưng bị mất yếu tố bất ngờ khi một khẩu pháo 4-inch khai hỏa quá sớm. U-569 lặn khẩn cấp để né tránh trong khi Potentilla nả pháo và thả ba quả mìn sâu cuối cùng tấn công. U-569 không bị hư hại gì ngoài những vết đạn pháo 20-mm bắn trúng tháp chỉ huy; nó quay trở về La Pallice vào ngày 8 tháng 10.
Trong chuyến tuần tra tiếp theo kéo dài từ ngày 25 tháng 11 đến ngày 28 tháng 12, U-569 tiếp tục hoạt động tại khu vực Trung tâm Bắc Đại Tây Dương. Nó không đánh chìm được mục tiêu nào.

### 1943

#### Chuyến tuần tra thứ tám
Rời La Pallice vào ngày 7 tháng 2, 1943 cho chuyến tuần tra thứ tám, U-569 chuyển sang hoạt động trong Đại Tây Dương ở lối ra vào phía Tây của eo biển Gibraltar. Tại đây vào ngày 23 tháng 2, nó bị các tàu hộ tống cho Đoàn tàu UC-1 tấn công, và bị hư hại nặng đến mức phải rút lui về căn cứ La Pallice vào ngày 13 tháng 3.

#### Chuyến tuần tra thứ chín – Bị mất
U-569 lại xuất phát từ cảng La Pallice vào ngày 19 tháng 4 cho chuyến tuần tra thứ chín, cũng là chuyến cuối cùng, để hoạt động tại khu vực giữa Đại Tây Dương. Tại đây vào ngày 22 tháng 5, nó bị hư hại nặng bởi mìn sâu thả từ một máy bay ném bom-ngư lôi TBM Avenger xuất phát từ tàu sân bay hộ tống Hoa Kỳ USS Bogue. Khi con tàu trở lên mặt nước, nó tiếp tục bị một chiếc TBM Avenger khác tấn công bằng mìn sâu và bắn phá cầu tàu bằng hỏa lực súng máy nhằm ngăn cản đối phương vận hành các khẩu pháo phòng không. Trung úy Johannsen hạm trưởng U-569 quyết định không tiếp tục kháng cự nên giương cờ trắng trên kính tiềm vọng ra hiệu đầu hàng. Khi tàu khu trục Canada HMCS St. Laurent đi đến hiện trường, Johannsen ra lệnh cho thủy thủ nhảy xuống biển và đánh đắm U-569 tại tọa độ 50°40′B 35°21′T / 50,667°B 35,35°T. St. Laurent cứu vớt được Johannsen cùng 24 người khác trong tổng số 46 thành viên thủy thủ đoàn.

### "Bầy sói" tham gia
U-569 từng tham gia 15 bầy sói:
- Grönland (14 – 27 tháng 8, 1941)
- Markgraf (27 tháng 8 – 16 tháng 9, 1941)
- Schlagetot (20 tháng 10 – 1 tháng 11, 1941)
- Raubritter (1 – 8 tháng 11, 1941)
- Westwall (2 – 12 tháng 3, 1942)
- York (12 – 26 tháng 3, 1942)
- Hecht (8 tháng 5 – 18 tháng 6, 1942)
- Lohs (11 tháng 8 – 21 tháng 9, 1942)
- Draufgänger (1 – 11 tháng 12, 1942)
- Ungestüm (11 – 22 tháng 12, 1942)
- Robbe (16 – 26 tháng 2, 1943)
- Amsel 3 (3 – 6 tháng 5, 1943)
- Rhein (7 – 10 tháng 5, 1943)
- Elbe 1 (10 – 14 tháng 5, 1943)
- Mosel (19 – 22 tháng 5, 1943)

### Tóm tắt chiến công
U-573 đã đánh chìm được một tàu buôn tải trọng 984 GRT, đồng thời gây hư hại cho một chiếc khác 4.458 GRT:
| Ngày             | Tên tàu    | Quốc tịch      | Tải trọng | Số phận      |
| ---------------- | ---------- | -------------- | --------- | ------------ |
| 8 tháng 3, 1942  | Hengist    | United Kingdom | 984       | Bị đánh chìm |
| 11 tháng 6, 1942 | Pontypridd | United Kingdom | 4.458     | Bị hư hại    |